# Бирлешть (Скерішоара, Алба)
Бирлешть, Бирлешті (рум. Bârlești) — село у повіті Алба в Румунії. Входить до складу комуни Скерішоара.
Село розташоване на відстані 333 км на північний захід від Бухареста, 65 км на північний захід від Алба-Юлії, 67 км на південний захід від Клуж-Напоки, 147 км на північний схід від Тімішоари.

## Населення
За даними перепису населення 2002 року у селі проживали 32 особи, усі — румуни. Усі жителі села рідною мовою назвали румунську.